# Blue Ridge (Geórgia)
Blue Ridge é uma cidade localizada no estado americano de Geórgia, no Condado de Fannin.

## Demografia
Segundo o censo americano de 2000, a sua população era de 1210 habitantes.
Em 2006, foi estimada uma população de 1081, um decréscimo de 129 (-10.7%).

## Geografia
De acordo com o United States Census Bureau tem uma área de 
5,6 km², dos quais 5,6 km² cobertos por terra e 0,0 km² cobertos por água. Blue Ridge localiza-se a aproximadamente 589 m acima do nível do mar.

## Localidades na vizinhança
O diagrama seguinte representa as localidades num raio de 28 km ao redor de Blue Ridge. 